# Mánya (Románia)
Mánya (románul: Maia) falu Romániában, Erdélyben, Kolozs megyében.

## Fekvése
Déstől nyugatra, a Szamosba ömlő Alparét, vagy Deberke patak bal partján, Radákszinye és Kissomkút közt fekvő település.

## Története

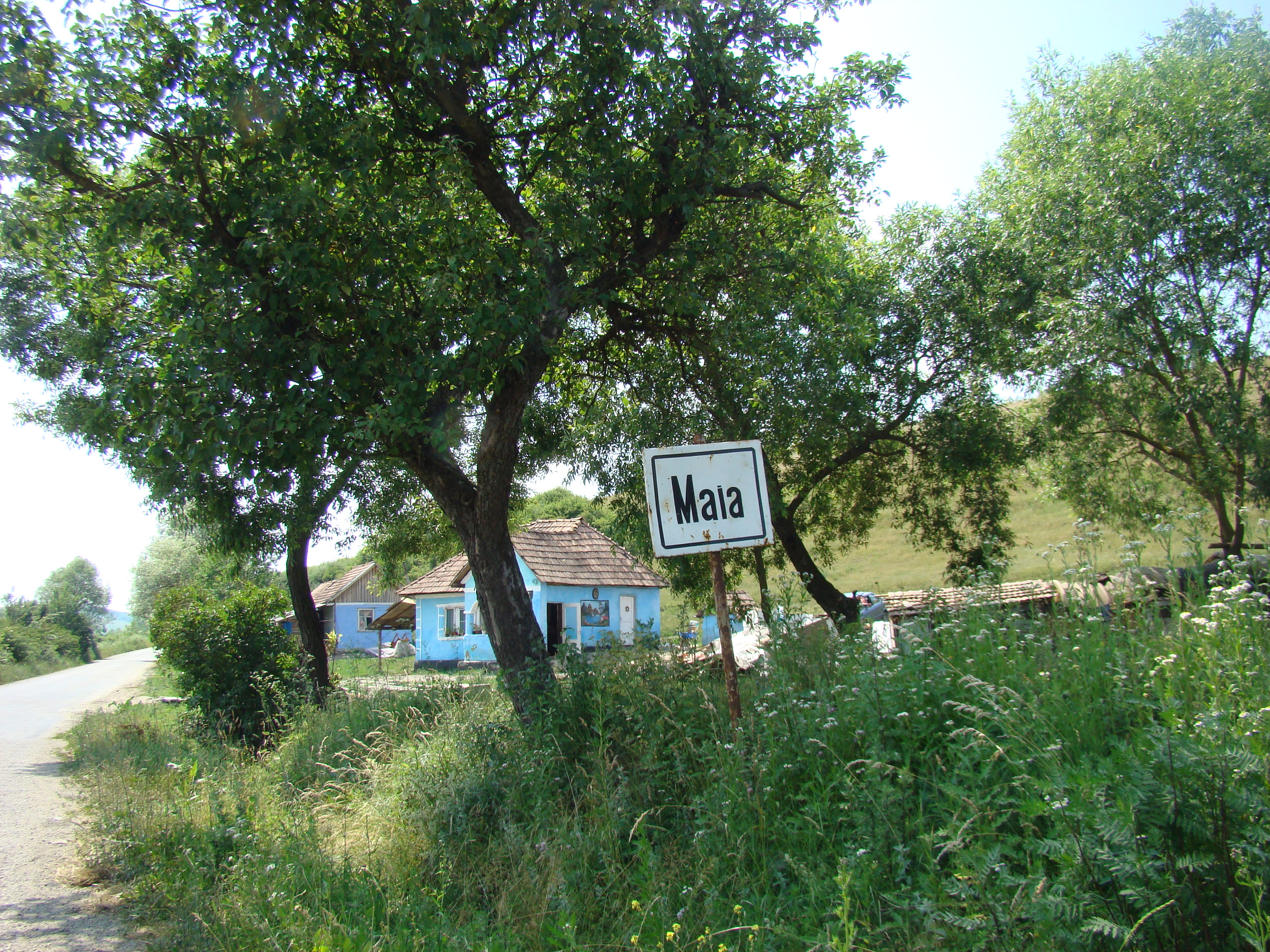
Mánya

Mánya nevét 1315-ben említette először oklevél Mana néven.
Későbbi névváltozatai: 1325-ben p. Mania, 1335-ben Manya, 1587-ben Manya, 1733-ban Mánya, 1750-ben Maje, 1808-ban Mánya, Mája, 1913-ban Mánya.
1473-ban Manya birtokosa Losonczi István bán fiai voltak. 1515-ben Losonczi Bánffy Péter részbirtoka volt.
1517-bn Losonczi Bánffy István a Bongárti Porkoláb Domokostól visszaváltott Manya birtokbeli részét zálogba adta leánya: Katalin férjének: Szolnoki László deák gyalui udvarbírónak. 1519-ben pedig Manya-i részét Losonczi Bánffy Miklós, több részbirtok átengedése ellenében, apja: László kezébe adta.
1520-ban és később is a Bánffyak birtoka volt.
A trianoni békeszerződés előtt Szolnok-Doboka vármegye Dési járásához tartozott.
1910-ben 426 lakosából 69 magyar, 357 román volt. Ebből 353 görögkatolikus, 18 református, 55 izraelita volt.